# La Grande Magie
Pour plus de détails, voir Fiche technique et Distribution.
La Grande Magie est un film franco-allemand réalisé par Noémie Lvovsky, présenté lors du Festival de Deauville en 2022 et sorti en salles en 2023 en France.
Filmé sous la forme d'une comédie musicale, il s'agit de l'adaptation libre de la pièce de théâtre italienne La grande magia d'Eduardo De Filippo.

## Synopsis
En France, dans les années 1920, un spectacle de magie amuse les clients oisifs d'un hôtel situé au bord de la mer. Marta, jeune femme désespérée avec son mari jaloux, Charles, accepte l'invitation du magicien à un numéro de disparition, et en profite pour disparaître pour de bon. Le mari exige son retour, et le magicien réussit à le convaincre qu'elle est enfermée dans une petite boîte, qu'il pourra ouvrir seulement quand il aura foi en elle ; sinon elle risque de disparaître à jamais. Charles se sent vraiment mal.

## Fiche technique
Sauf indication contraire, les informations mentionnées dans cette section peuvent être confirmées par la base de données cinématographiques Unifrance,  présente dans la section « Liens externes ».
- Titre original : La Grande Magie
- Réalisation : Noémie Lvovsky
- Scénario : Maud Ameline, Noémie Lvovsky et Florence Seyvos, d'après la pièce d'Eduardo De Filippo
- Directrice de la photographie : Irina Lubtchansky
- Musique : Feu! Chatterton
  - Paroles : Arthur Teboul, Florence Seyvos et Noémie Lvovsky
- Décors : Yvett Rotscheid
- Costumes : Yvett Rotscheid
- Son : Jean-Pierre Duret et Clément Laforce
- Montage : Annette Dutertre
- Producteurs : Mathieu Verhaeghe et Thomas Verhaeghe
- Sociétés de production : Atelier de production ; Arte France Cinéma, Les Films du Poisson et Magie Rouge Productions (coproductions françaises) ; Bayerischer Rundfunk TV et NiKo Film (coproductions allemandes)
- Société de distribution : Advitam (France)
- Pays de production : France et Allemagne
- Langue originale : français
- Genre : comédie dramatique
- Format : couleur - son 5.1
- Durée : 110 minutes
- Dates de sortie :
  - France : 10 septembre 2022 (Festival du cinéma américain de Deauville)[3] ; 8 février 2023 (sortie nationale)

## Distribution
- Denis Podalydès : Charles Moufflet
- Judith Chemla : Marta Moufflet
- Sergi López : Albert
- Noémie Lvovsky : Zaïra
- François Morel : Gabriel
- Damien Bonnard : Arthur
- Rebecca Marder : Amélie
- Dominique Valadié : Mme Locace
- Christine Murillo : Mme Leloup
- Armelle : une cliente de l'hôtel
- Micha Lescot : le directeur de l'hôtel
- Paolo Mattei : le garçon d'hôtel
- Laurent Stocker : le gendarme
- Philippe Duclos : Robin, le domestique de Charles
- Catherine Hiegel : la mère de Charles
- Laurent Poitrenaux : le frère de Charles
- Anne Rotger : la sœur de Charles
- Alexandre Steiger : le beau-frère de Charles
- Arthur Teboul : le maître-nageur

## Production
Le tournage a lieu en juin 2021, dans le Finistère, précisément à Quimper,, ainsi qu'à Fouesnant — pour le château de Bot-Conan, la maison des marais et la plage de Lantecost, à Névez pour la chapelle du Hénan, à Cléden-Cap-Sizun et dans la région d'Ile-de-France pour les dernières scènes.

## Distinction

### Nomination et sélection
- Festival du cinéma américain de Deauville 2022 : section « Fenêtre sur le cinéma français »[7]